# Palù del Fersina
Palu del Fersina település Olaszországban, Trento megyében. Lakosainak száma 162 fő (2023. január 1.). Palù del Fersina Baselga di Piné, Bedollo, Sant’Orsola Terme, Telve di Sopra, Torcegno, Fierozzo és Telve községekkel határos.

## Népesség
A település népességének változása:
| Lakosok száma | 178  | 168  | 165  | 162  |
|               | 2013 | 2017 | 2018 | 2023 |